# Petr Brandl
Petr Jan Brandl (niem. Peter Johann Brandl; ur. 1668 w Pradze, tam ochrzczony 24 października tego roku, zm. 24 września 1735 w Kutnej Horze) – czeski malarz późnobarokowy i rysownik, nazywany „czeskim Rubensem”.

## Życiorys
Był szóstym dzieckiem krawca i szynkarza Michaela Brandla, prawdopodobnie z pochodzenia Niemca, oraz Alžběty Hrbkovej, wywodzącej się z czeskiej rodziny chłopskiej z Přestanic na południu Czech. Pobierał nauki w gimnazjum jezuickim na Malej Stranie. Wpływ na rozbudzenie zainteresowań artystycznych u chłopca miał najprawdopodobniej wuj – złotnik Marcus Hrbk. W l. 1683–89, po ukończeniu gimnazjum, Brandl kształcił się u nadwornego malarza i inspektora cesarskiej galerii malarstwa, Christiana Schrödera, który umożliwił mu również studiowania dzieł włoskich i niderlandzkich mistrzów w galerii obrazów na Hradczanach.
Pierwszy samodzielny obraz namalował dla kościoła św. Bartłomieja w Kolinie, nie będąc jeszcze mistrzem, co wywołało oburzenie członków praskiego cechu malarzy, załagodzone po uznaniu przez cech lat terminowania u Schrödera. Od tej pory Brandl podpisywał już obrazy swoim nazwiskiem. W 1693 Brandl ożenił się z Heleną Klosse, wówczas dwudziestotrzyletnią, najstarszą córką nieżyjącego już wtedy malarza Jana Bartoloměja Klossego. Małżonkowie doczekali się troje dzieci, dwóch synów i córki.
18 marca 1694 Brandl został członkiem cechu malarzy św. Łukasza na Starym Mieście w Pradze. Miał coraz większą renomę oraz coraz liczniejsze grono bogatych zleceniodawców, co zapewniało mu duże dochody, malarz nigdy nie zrezygnował z hulaszczego trybu życia, tytoniu i alkoholu, co powodowało szybkie roztrwonienie pieniędzy. Z tego też powodu rozpadło się jego małżeństwo – malarz już po kilku latach porzucił żonę i dwójkę dzieci (trzecie – chłopiec -zmarło w dzieciństwie przed rozstaniem małżonków), w znacznym stopniu unikając obowiązku alimentacyjnego względem nich do końca życia. Podobnie nie płacił obowiązkowych składek dla swojego macierzystego cechu.
Popadając w długi i konflikty z prawem Brandl trafił po raz pierwszy do więzienia w Hradcu Králové jesienią 1728. Po opuszczeniu go nie był jednak w stanie spłacić swoich wierzycieli, w związku z czym ponownie został uwięziony. Dopiero w sierpniu 1731 pomógł mu opat cysterski z Krzeszowa Innozenz Fritsch, który poręczył za artystę oraz spłacił jego długi częścią honorarium za namalowanie obrazu do ołtarza głównego dla nowo budowanego kościoła swojego opactwa. Pozwoliło to Brandlowi na wyjście z więzienia, ale nie zmieniło jego trybu życia. W Krzeszowie malarz przebywał do 26 października 1732, pozostawiając po sobie co najmniej pięć dzieł.
Po opuszczeniu Śląska Brandl udał się do Kuksu, gdzie w pobliskim Novym Lesie ozdobił jedną ze skał przedstawieniem Ucieczki do Egiptu, które jednak nie zachowało się do naszych czasów. Ostatnie lata życia spędził w Kutnej Horze, szukając tam odpoczynku i wytchnienia od wierzycieli. Podupadł jednak na zdrowiu i żył w biedzie. Zmarł, co było znamienne dla jego trybu życia, w gospodzie – była to gospoda U Černeho konička w Kutnej Horze. Mieszkańcy Kutnej Hory, mając świadomość jego wielkości jako malarza, wyprawili mu wielki, uroczysty pogrzeb.

## Twórczość

### Inspiracje. Cechy stylu
Szczególny wpływ na jego twórczość wywarła twórczość takich malarzy, jak:
- Johann Rudolf Byss, Szwajcar, dzięki któremu zapoznał się z niderlandzkim klasycyzmem,
- Abraham Godyn, Flamand, który łączył w swojej twórczości rubensowski sensualizm z malarstwem kwadraturowym szkoły bolońskiej,
- Michael Wenzel Halbax, Austriak, od którego Brandl zapożyczył manierę stosowaną przez weneckich tenebrystów,
- Michael Willmann oraz jego pasierb i uczeń Jan Krzysztof Liszka, malarze śląscy, u których podziwiał szkicową manierę malarską oraz tematykę przedstawień, pełną scen mistycznych wizji i drastycznych męczeństw.

Elementy te, w połączeniu z talentem artysty, stworzyły harmonijny i oryginalny styl jego obrazów. Dzieła Brandla charakteryzują się silnym, dopracowanym do perfekcji światłocieniem, dynamizmem kompozycji oraz liryzmem i malarskim wyrafinowaniem.

### Zakres prac. Współpraca z innymi artystami
Brandl specjalizował się w malowaniu obrazów olejnych na płótnie, przy czym były to zarówno monumentalne malowidła religijne do ołtarzy głównych i bocznych w kościołach, jak i niewielkie, wręcz kameralne scenki rodzajowe. Ważnym elementem jego działalności twórczej były portrety, które tworzą zbiór przedstawień różnych rodzajów osobowości i typów fizjonomii. Brandl był także rysownikiem, autorem wielu projektów grafik dla profesjonalnych miedziorytników, takich jak: B. von Westerhout, A. Birckhardt, G. Heüss, J.S. Klauber, M. Rentz. Współpracował także z wybitnymi praskimi rzeźbiarzami barokowymi: Ferdinandem Maximilianem Brokoffem oraz Matthiasem Bernardem Braunem (dla którego Brandl sporządził w 1710 rysunkowy projekt do słynnej rzeźby św. Ludgardy, która stanęła następnie na praskim Moście Karola).

### Zleceniodawcy
Głównymi zleceniodawcami Brandla byli duchowni i hierarchowie Kościoła katolickiego, głównie opaci klasztorów, ale także prascy arcybiskupi i czeskie duchowieństwo diecezjalne niższego rzędu. Artysta pracował także dla licznych świeckich odbiorców, takich jak Sternbergowie (w 1697 został ich nadwornym malarzem) czy Czerninowie. Jego dzieła znajdują się w licznych czeskich miastach i miasteczkach, takich jak Chýše, Manětín, Chabařovice, Litoměřice, Lnáře, Praga, Zbraslav, Hradec Králové, Nová Paka, Kutná Hora, Smiřice, Kuks, a także w Polsce, m.in. w Krzeszowie, Chełmsku Śląskim i Skałce.

## Znaczenie
Brandl był najwybitniejszą osobowością artystyczną dojrzałego baroku w Czechach. Wywarł wielki wpływ na czeskie malarstwo późnego baroku i rokoka, zyskując miano ,,czeskiego Rubensa”. Wśród malarzy inspirujących się twórczością Brandla byli m.in.: Wacław Wawrzyniec Reiner, Johann Franz Hoffmann i Christian Philipp Bentum.

## Dzieła
Do najlepszych prac Brandla zaliczają się:
- Chrzest Chrystusa z kościoła pw. św. Jana Chrzciciela w Manětínie,
- Śmierć pustelnika Guntera z kościoła pw. św. Małgorzaty w Pradze-Břevnowie,
- Pokłon Trzech Króli z kaplicy zamkowe pw. Objawienia Pańskiego w Smiřicach.

Najważniejsze obrazy Petra Brandla na terenie obecnej Polski to:
- Wniebowzięcie NMP, w ołtarzu głównym kościoła opackiego pw. Łaski NMP w Krzeszowie, oraz Śmierć św. Franciszka Ksawerego, 1732, i Św. Jan Nepomucen rozdający jałmużnę, 1732, w ołtarzach bocznych tego kościoła,
- Powrót syna marnotrawnego, klasztor Benedyktynek w Krzeszowie,
- Św. Bernard z aniołem, kościół parafialny pw. św. Rodziny w Chełmsku Śląskim,
- Maria adorowana przez Wszystkich Świętych (współudział), ołtarz główny kościoła parafialnego pw. Wszystkich Świętych w Miszkowicach,
- Męczeństwo św. Bartłomieja, kościół filialny pw. św. Marii Magdaleny w Skałce.

Wymienione wyżej obrazy z terenu Polski powstały w l. 1731–32 z wyjątkiem obrazu ze Skałki, datowanego na l. 1717–20
- Chrzest Chrystusa, kościół w Żabowie pod Pyrzycami[1].

## Galeria

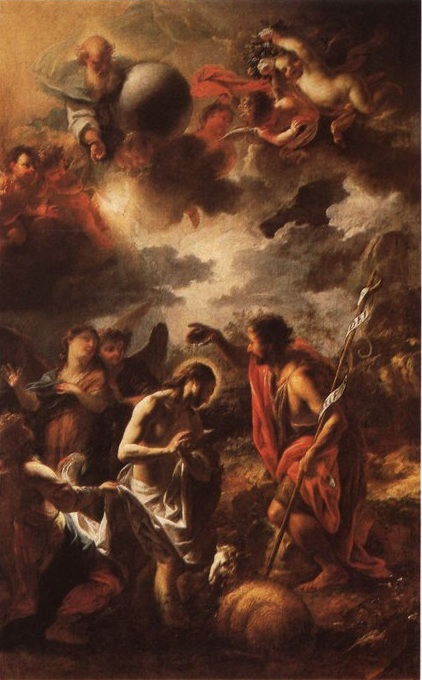
Chrzest Chrystusa przez Jana 1715 - 1716, Manětín
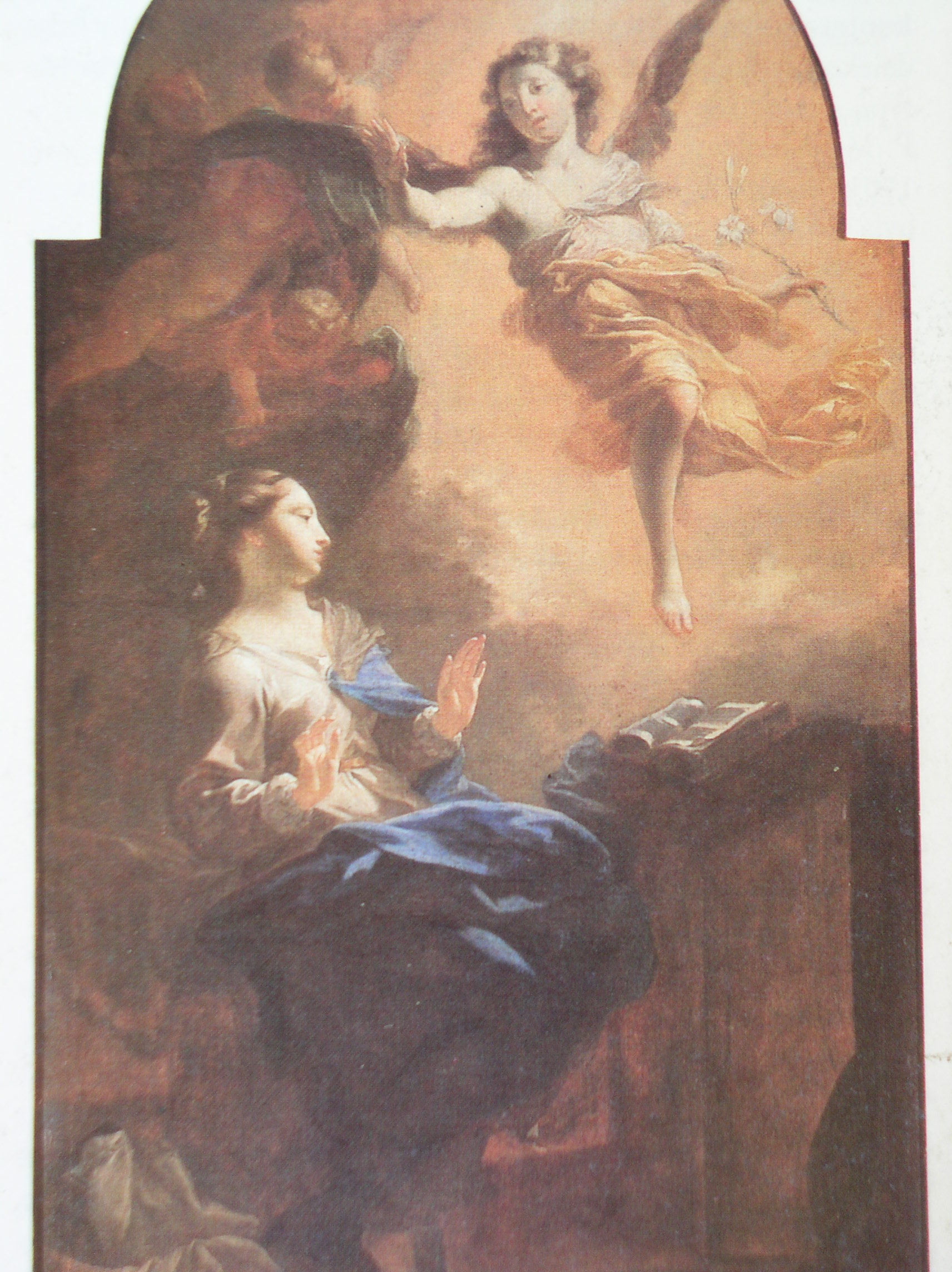
Zwiastowanie NMP, 1697
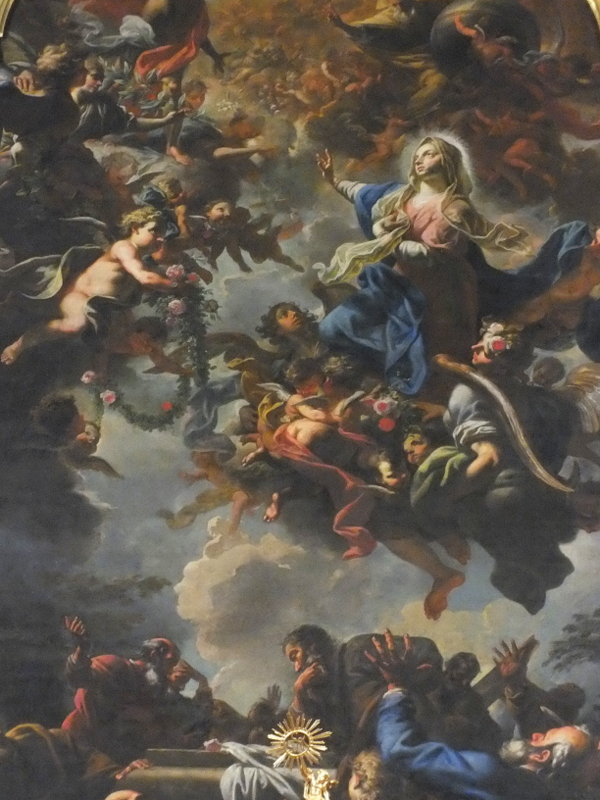
Wniebowzięcie NMP
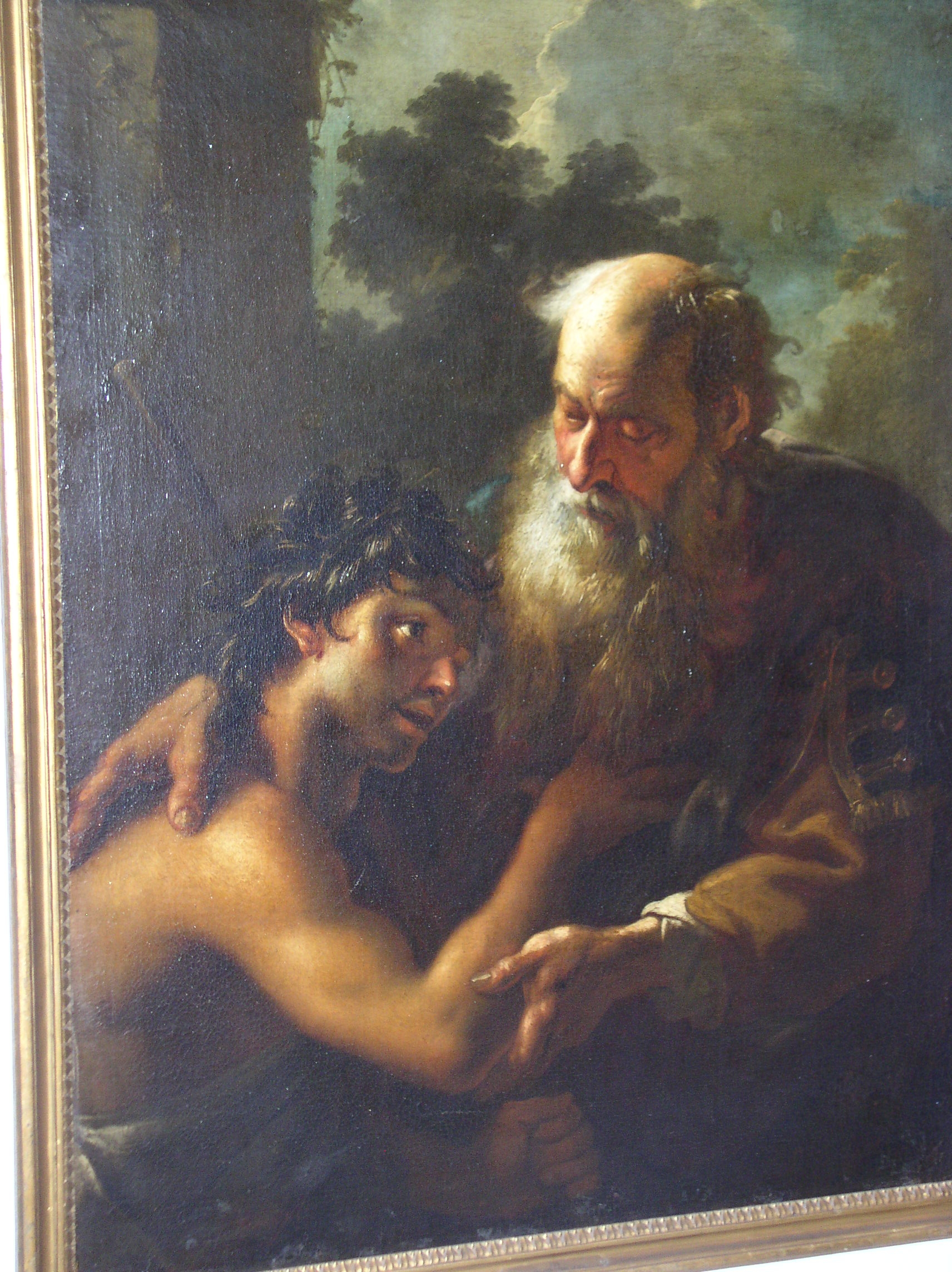
Powrót syna marnotrawnego
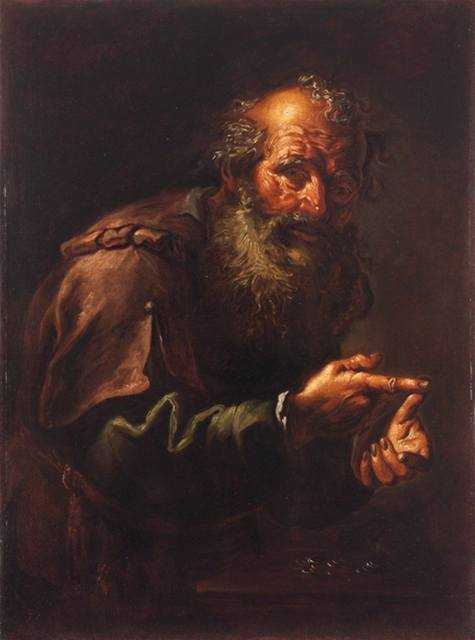
Bogacz
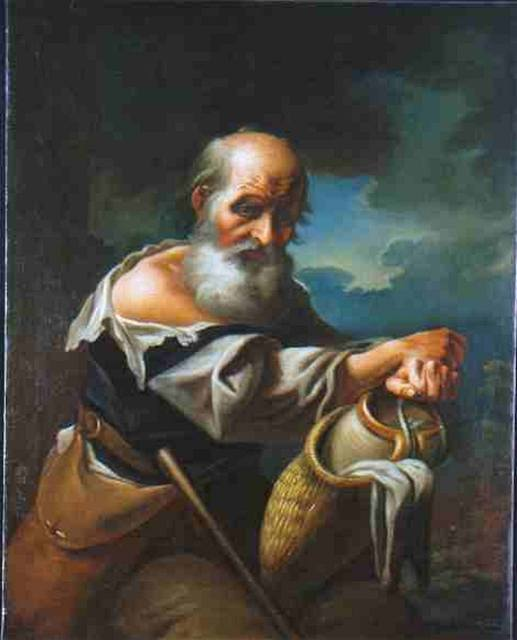
Żebrak
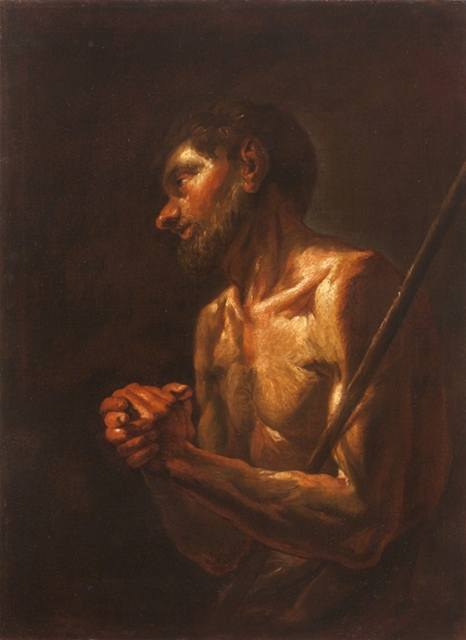
Biedak
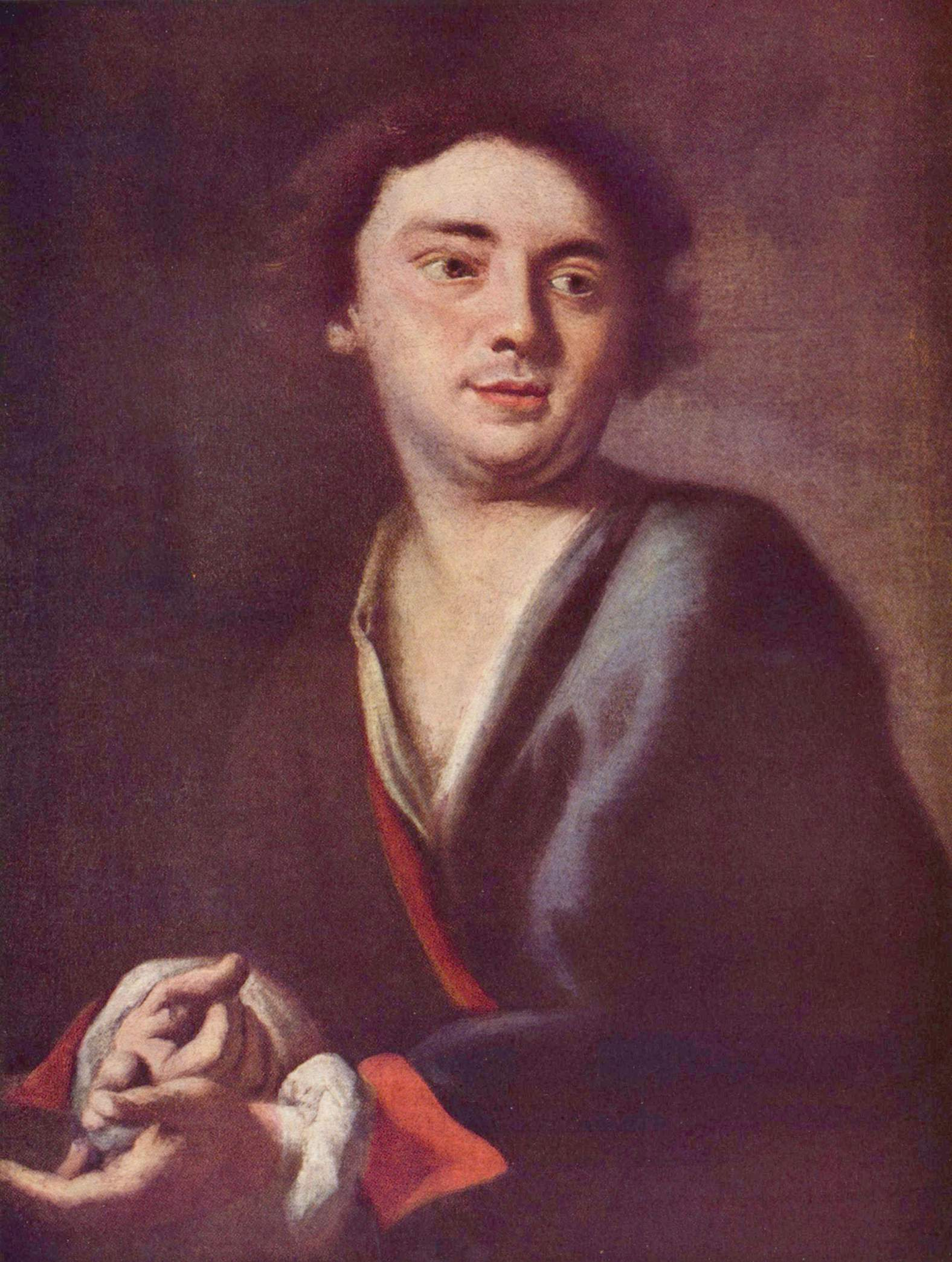
Portret młodego mężczyzny, po 1720
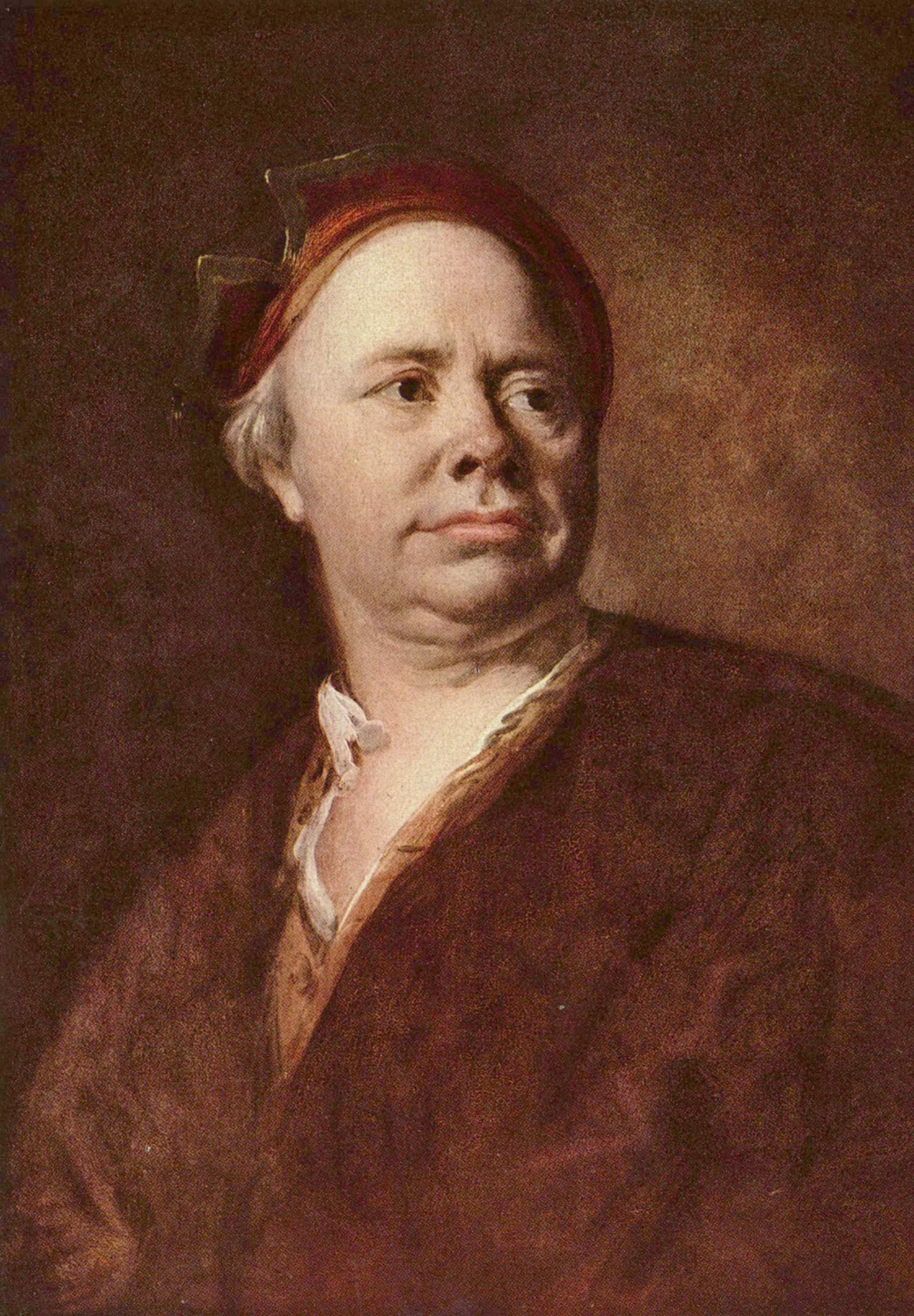
Portret starego mężczyzny, po 1725
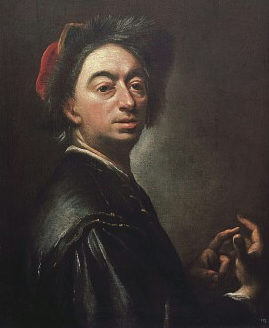
Autoportret artysty z 1725